# Буренов, Николай Алексеевич
Николай Алексеевич Буренов (род. 13 мая 2001, Москва) — российский хоккеист, защитник.

## Биография
Начинал заниматься хоккеем в зеленоградской «Орбите». В 2014 году перешёл в подольский «Витязь». С конца сезона 2017/18 стал играть за команду МХЛ «Русские витязи». В сезонах 2020/21 — 2021/22 выступал в клубе ВХЛ «Рязань». Перед сезоном 2022/23 подписал однолетний контракт с «Торпедо» Нижний Новгород. Провёл 30 матчей в ВХЛ за пензенский «Дизель», 28 октября в гостевой игре против «Локомотива» (0:2) дебютировал в КХЛ. 2 мая 2023 года был обменян на денежную компенсацию в «Северсталь».
Серебряный призёр юниорского чемпионата мира 2019 года.